# Congelamento atmosférico

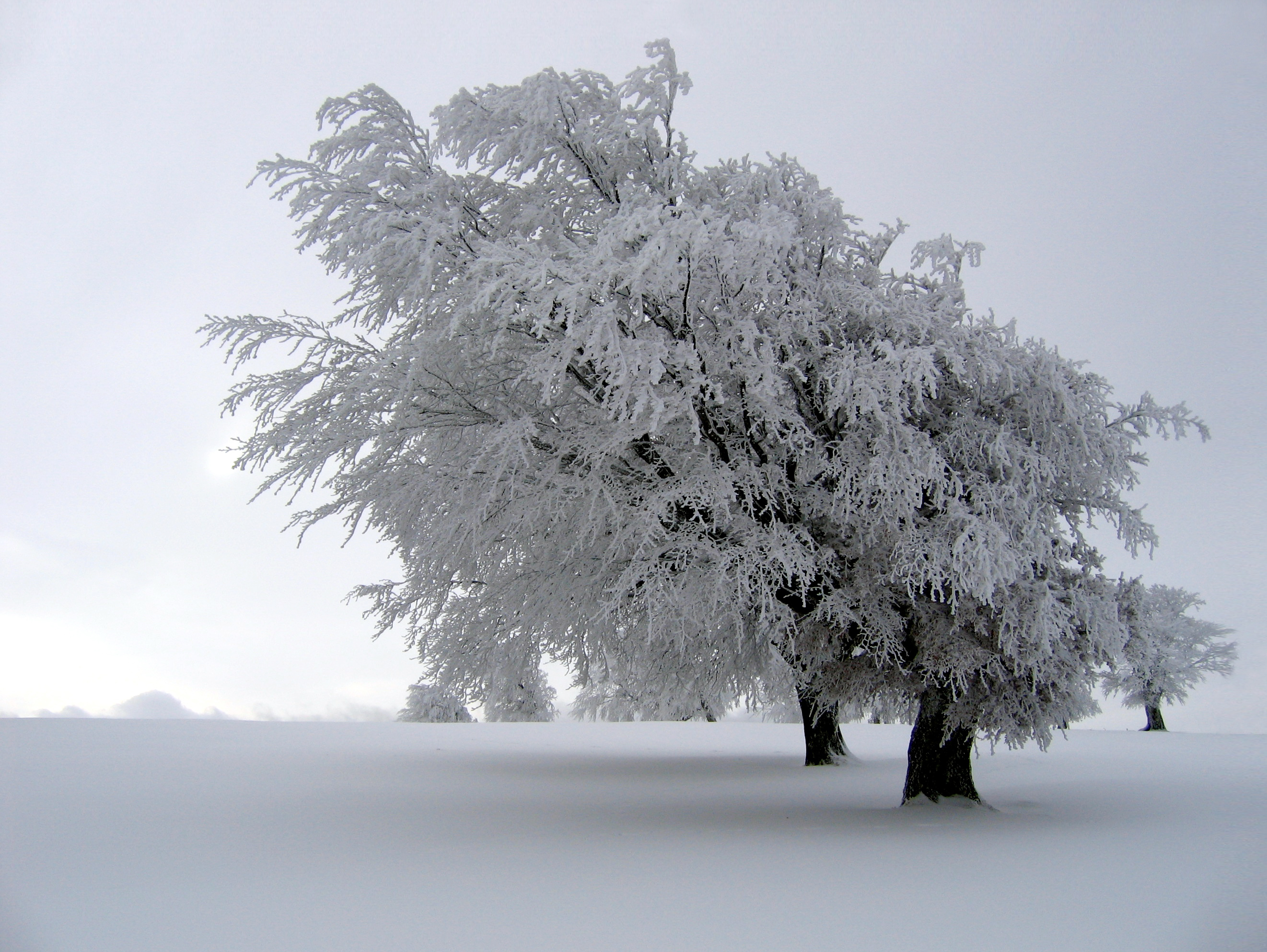
O efeito da cobertura atmosférica em uma árvore na Floresta Negra da Alemanha.

O congelamento atmosférico ocorre na atmosfera quando as gotículas de água congelam nos objetos com os quais entram em contato. As condições de gelo podem ser particularmente perigosas para as aeronaves, já que o gelo acumulado altera a aerodinâmica das superfícies de voo, o que pode aumentar o risco de estol. Por esse motivo, sistemas de proteção contra gelo a bordo foram desenvolvidos e as aeronaves costumam ser descongeladas antes da decolagem em ambientes gelados.
A água nem sempre congela em 0° C. A água que persiste no estado líquido abaixo dessa temperatura é considerada super-resfriada, e as gotas de água super-resfriadas causam congelamento nas aeronaves. Abaixo de -20° C, o gelo é raro porque as nuvens nessas temperaturas geralmente consistem em partículas de gelo, em vez de gotículas de água super-resfriadas. Abaixo de -48° C, a água super-resfriada não pode existir, portanto, o congelamento é impossível.
O congelamento também ocorre em torres, turbinas eólicas, barcos, plataformas de petróleo, árvores e outros objetos expostos a baixas temperaturas e gotas de água. Em climas frios em terra, o gelo atmosférico pode ser comum, pois o terreno elevado interage com as nuvens frias. As cargas de gelo são uma das principais causas de falhas catastróficas de linhas elétricas aéreas. Sua estimativa é, portanto, crucial no projeto estrutural de sistemas de linhas de transmissão e pode ser feita por modelos numéricos de gelo que incluem dados meteorológicos.